# جاكوب لارسون
جاكوب لارسون (بالسويدية: Jacob Larsson)‏ هو لاعب هوكي الجليد سويدي، ولد في 29 أبريل 1997 في Ljungby ‏ في السويد.

## وصلات خارجية
- جاكوب لارسون على موقع دوري الهوكي الوطني (الإنجليزية)
- جاكوب لارسون على موقع EliteProspects.com (الإنجليزية)
- جاكوب لارسون على موقع Eurohockey.com (الإنجليزية)
- جاكوب لارسون على موقع HockeyDB.com (الإنجليزية)
- جاكوب لارسون على موقع Hockey-Reference.com (الإنجليزية)